# Пикали
Пикали — деревня в Опочецком районе Псковской области России. Входит в состав Пригородной волости Опочецкого района.
Расположена в 7 км к востоку от города Опочка.
Численность населения по состоянию на 2000 год составляла 23 человека, на 2012 год — 15 человек.

## Топографические карты
- Лист карты O-35-XXIX Опочка. Масштаб: 1 : 200 000. Состояние местности на 1985 год. Издание 1987 г.